# Grands et Petits Miracles
Pour plus de détails, voir Fiche technique et Distribution.
Grands et Petits Miracles (Stora & små mirakel) est un court métrage suédois réalisé par Marcus Olsson sorti en 1999.

## Synopsis
Un conte de Noël.
Kalle le fils d'Eva et de Bosse éleveurs en Suède, réalise des miracles : par exemple il peut récupérer à main nue et sans se brûler quelque chose qui est tombé dans le feu, jouer du piano, dans l'obscurité, avec virtuosité, sans avoir appris, parler aux vaches, faire démarrer une voiture alors que le conducteur n'y arrive pas, etc. Son père, désemparé, téléphone à la cathédrale d'Uppsala qui provoque l'envoi, alors que le père ne s'y attendait plus, d'un enquêteur qui doit faire des tests pour vérifier si l'enfant a des pouvoirs extraordinaires. Le pasteur, qui connaît bien le pays et dont les paroissiens ont déserté le temple, conduit l'envoyé du Pape sur les lieux pour lui faire rencontrer le jeune enfant. Ce dernier, si les examens confirment les dires de sa famille, devra quitter ses parents pour aller au Vatican qui fera la promotion de ses prodiges. D'ailleurs cela est accepté par ses parents qui signent un contrat contre une somme d'argent qui leur permettra de voyager, d'aller par exemple à Kolmårdens Djurpark.  
Le pasteur découvre stupéfait, lui qui ne croit pas aux miracles, que l'enfant à effectivement des capacités hors du commun et même des stigmates au creux de ses mains. Mais en présence du prêtre les stigmates n'apparaissent pas. Giovanni Rossi, dépité, n'a plus qu'à repartir et Tore regagne le temple qui, cette fois, est rempli de fidèles.

## Fiche technique
- Titre français : Grands et Petits Miracles
- Titre original : Stora & små mirakel
- Réalisation : Marcus Olsson (sv)
- Scénario : Pia Gradvall
- Costumes : Henrik Kindgren
- Photographie : Mats Johansson
- Son : Dan Widegren
- Montage : Kajsa Grandell
- Musique : Jan-Eric lo Curzïo
- Production : Stefan Faldbakken, Nana Heilman
- Société de production : Dramatiska Institutet
- Société de distribution : Folkets Bio AB, m.fl.
- Format : couleur
- Pays d'origine :  Suède
- Langue originale : suédois
- Genre : fantastique
- Durée : 25 minutes
- Date de sortie :
  - Suède : 15 octobre 1999

## Distribution
- Brasse Brännström : Tore Tranaker, le pasteur
- Göran Graffman (sv) : Giovanni Rossi, l'envoyé du Vatican
- Magnus Krepper : Bosse, père de Kalle
- Edvin von Otter : Robin, vendeur de journaux et camarade de Kalle
- Eva Stellby (sv) : la sacristaine
- William Svedberg (sv) : Kalle
- Anna Wallander (sv) : Eva, mère de Kalle

## Autour du film
- Ce film a été présenté le 19 octobre 1999 au festival international du court métrage d'Uppsala et nommé en 2000 pour les oscars du court métrage.